# Brugnac
Brugnac är en kommun i departementet Lot-et-Garonne i regionen Nouvelle-Aquitaine i sydvästra Frankrike. Kommunen ligger i kantonen Castelmoron-sur-Lot som tillhör arrondissementet Marmande. År 2022 hade Brugnac 179 invånare.

## Befolkningsutveckling
Antalet invånare i kommunen Brugnac
| Referens: INSEE |